# Kugelblaualge
Die Kugelblaualge (Chroococcus turgidus) ist eine Art der Cyanobakterien oder „Blaualgen“. Die Art ist in limnischen und  marinen Habitaten planktisch verbreitet, kommt aber auch terrestrisch z. B. in Moosen vor. Eine ähnliche Art ist die Teich-Kugelblaualge, Chroococcus limneticus.

## Merkmale

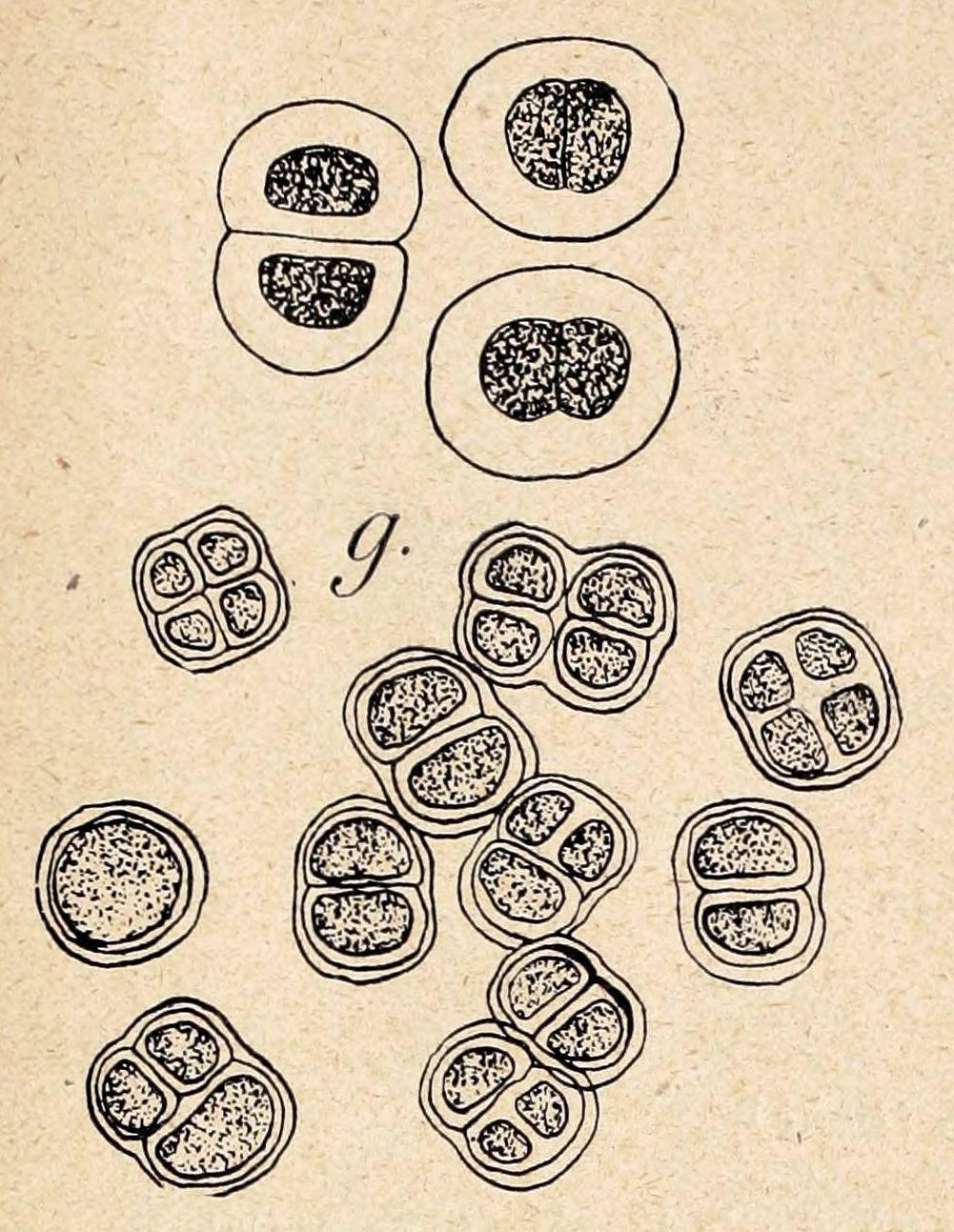
Illustration von Chroococcus turgidus, um 1911

Die Zellen sind blaugrün. Sie liegen einzeln oder in kleinen Gruppen (zwei bis vier Zellen, selten mehr) in einer Gallerthülle.